# Palausybra
Palausybra is een kevergeslacht uit de familie van de boktorren (Cerambycidae). De wetenschappelijke naam van het geslacht werd voor het eerst geldig gepubliceerd in 1956 door Gressitt.

## Soorten
Palausybra omvat de volgende soorten:
- Palausybra chibi Hayashi, 1974
- Palausybra vestigialis Gressitt, 1956